# عملة 200 ريال يمني
تُعد عملة 200 ريال يمني أحد الفئات النقدية للريال اليمني.

## الإصدارات الورقية
| الإصدار | الصورة   | الصورة  | القيمة   | اللون الأساسي      | الوصف              | الوصف             |
| الإصدار | الأمامية | الخلفية | القيمة   | اللون الأساسي      | الوجه الأمامي      | الوجه الخلفي      |
| ------- | -------- | ------- | -------- | ------------------ | ------------------ | ----------------- |
| 1996    |          |         | 200 ريال | أخضر               | تمثال من المرمر    | المكلا، حضرموت    |
| 2018    |          |         | 200 ريال | ذهبي مائل للاخضرار | قلعة زبيد، الحديدة | محمية حوف، المهرة |

## الإصدارات التذكارية
| \| \|                      | \| \|                  | \| \|                             | \| \|                             | \| \| |
| -------------------------- | ---------------------- | --------------------------------- | --------------------------------- | ----- |
| 200 ريال يمني معدني (2018) |                        |                                   |                                   |       |
| الوجه : سقطرى 200 2018     | الوجه : سقطرى 200 2018 | العكس : SOCOTRA TWO HUNDRED RIALS | العكس : SOCOTRA TWO HUNDRED RIALS |       |
| الكتلة 31.8 غ              | المعدن نيكل نحاسي      | القطر 40.1 مم                     | السُمك                             |       |
| المصمم(ون)                 | المصمم(ون)             | الحواف                            | الحواف                            |       |
| الطرازات 2018              | الطرازات 2018          | القيمة الاسمية 200 ريال يمني      | القيمة الاسمية 200 ريال يمني      |       |
|                            |                        |                                   |                                   |       |

## طالع أيضًا
- قائمة النقود المعدنية اليمنية